# Annie Dale Biddle Andrews
Pour les articles homonymes, voir Biddle et Andrews.
Annie Dale Biddle Andrews (13 décembre 1885 – 14 avril 1940) est une mathématicienne américaine, la première femme à obtenir un doctorat en mathématiques de l'Université de Californie à Berkeley. 

## Jeunesse et formation
Annie Dale Biddle naît le 13 décembre 1885 à Hanford (Californie). Elle est la plus jeune des sept enfants de Samuel Edward Biddle, un marchand de grain puis directeur de banque, et de son épouse Achsah Annie Biddle (née McQuidy). 
Elle obtient son Bachelor de l'Université de Californie à Berkeley en 1908. Elle écrit sa thèse de doctorat en 1911, Constructive theory of the unicursal plane quartic by synthetic methods, sous la supervision de Derrick Norman Lehmer and Mellen Haskell. 

## Carrière
De 1911 à 1912, Biddle est tutrice de mathématiques à l'Université de Washington. En octobre 1912, elle épouse Wilhelm Samuel Andrews (1883– 1952), un avocat. Le couple donne naissance à une fille, Wilhelmina Dale, en 1913 et un garçon, William Samuel Jr., en 1919. 
Entre 1915 et 1932, elle travaille à l'Université de Californie comme assistante d'enseignement de 1914 à 1916, assistante en mathématiques entre 1916 et 1917, associée en mathématiques de 1920 à 1923 et professeure de 1924 à 1933. Ses domaines d'enseignement sont très variés, durant l'année universitaire 1922-1923, par exemple, elle enseigne la théorie mathématique de l'investissement, la géométrie analytique, le calcul différentiel, la géométrie analytique, le calcul intégral et l'algèbre. Elle est licenciée en 1933, l'année de la grande dépression, à la suite de la réorganisation du département de mathématiques. 
En 1933, elle présente lors d'un meeting de la Société américaine de mathématiques à Palo Alto ses recherches sur The space quartic of the second kind by synthetic methods dont le résumé sera publié dans le bulletin de l'association. 
Elle tombe malade en 1938 et meurt, des suites de cette maladie, le 14 avril 1940. 